# Chiesa di Santa Maria (Ravenna)
La chiesa di Santa Maria di Durazzano, in diocesi di Forlì, ma frazione di Ravenna, risalente al 1750, fu distrutta dai tedeschi il 29 ottobre 1944. La chiesa attuale fu inaugurata nel 1961.

## Storia
In questa zona era presente un luogo di culto antico il cui nome è talvolta citato come pieve di Orazano, da un Fondo Oraziano, che diventa Durazzano forse da Due Oraziani, cioè due fondi con lo stesso nome, che prendeva il nome probabilmente da un proprietario originario. Nel 1371 conta dodici focolari.

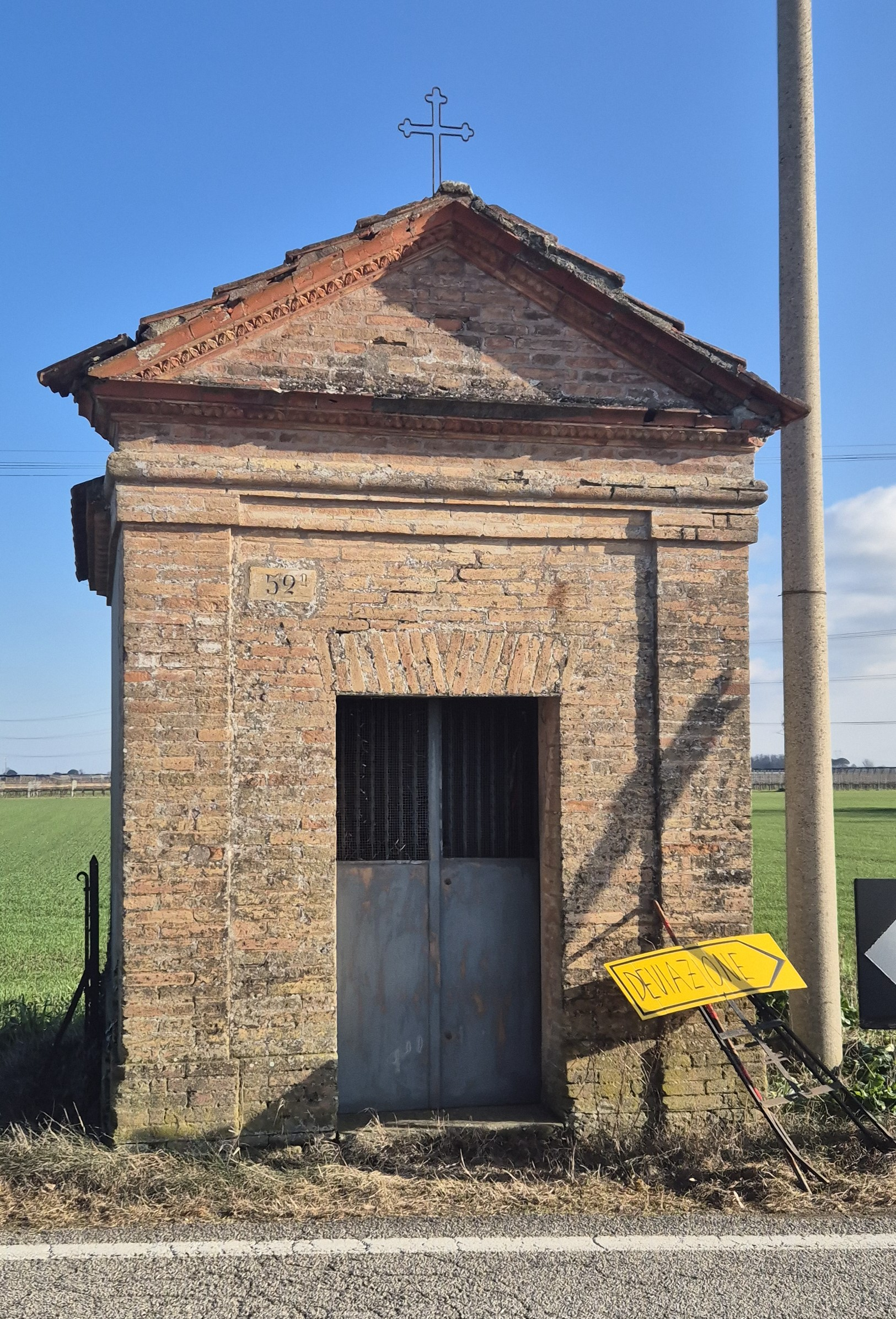
Celletta a ricordo del miracolo di Maria di Minghino, Durazzano, Ravenna

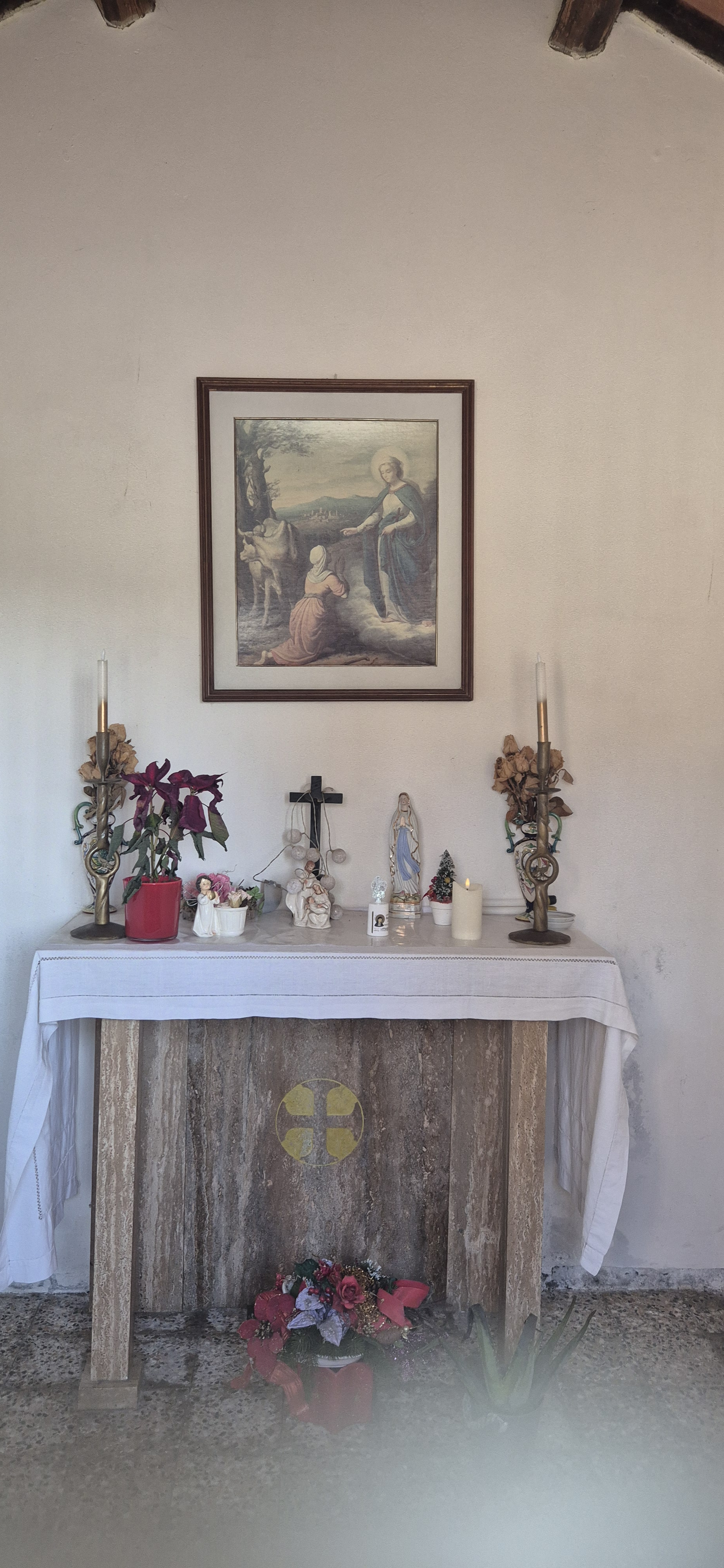
Celletta a ricordo del miracolo di Maria di Minghino, Durazzano, Ravenna, interno

La zona è nota per un miracolo, quello chiamato Apparizione della Madonna a Maria, figlia di Domenico (detto Minghino), avvenuta il 7 maggio 1562. Maria era una semplice contadina che portava al pascolo una giovenca e la tradizione racconta che la Madonna le apparve tre volte, chiedendole di far edificare una celletta con un altare. Viene così costruita la celletta all'inizio della via che conduce alla chiesa. Un lapide presente all'interno informa che nel mese di marzo 1863 la famiglia di Ravenna Valli Vallicelli ha ricostruito il "tempietto" distrutto da un terremoto il 16 ottobre 1861. Nell'interno è presente un piccolo altare con la copia del quadro che Pompeo Randi dedicò all'evento, nel quale si vede la Vergine che stringe col braccio sinistro una croce. 
La chiesa viene ristrutturata nel 1750, ma risulta distrutta durante la Seconda Guerra Mondiale, quindi viene ricostruita nelle forme attuali nel 1961.

## Descrizione
La chiesa presenta una facciata semplice a capanna davanti a cui è presente un portico sorretto da pilastri in mattone. Anche la facciata è in mattoni. Sul fronte è presente un'unica finestra di forma rettangolare. Un campanile semplice e senza guglie è collocato in zona arretrata sul lato destro. Globalmente l'aspetto è neoromanico.
All'interno della chiesa è presente una copia del dipinto realizzato da Pompeo Randi Apparizione della Madonna a Maria di Minghino (1864), olio su tela. L'originale è custodito nel Palazzo vescovile di Forlì. Le vicende del dipinto di Randi non sono del tutto chiare, forse sono stati i Cappuccini di Santa Maria del Fiore di Forlì a favorire la committenza, dato che il 29 giugno 1863 l'arciprete di Durazzano, don Michele Cavilli, aveva donato ai cappuccini stessi la sua biblioteca e dunque si ha notizia del contatto fra le due realtà ecclesiastiche, che potrebbe poi essere sfociato in questa ulteriore collaborazione.

## Festività
In ricordo dell'apparizione miracolosa a Maria di Minghino la festa parrocchiale che tradizionalmente era celebrata la seconda domenica di settembre (Natività di Maria Vergine) è stata spostata alla settimana del 7 maggio data in cui si celebra la santa messa preceduta dalla processione con il quadro, dalla celletta alla chiesa parrocchiale.